# 石渡總平
石渡 總平（いしわた そうへい、1945年8月13日 - ）は、日本の経営者。カルピス(現在のアサヒ飲料)社長を務めた。千葉県出身。

## 来歴・人物
1968年に東京大学法学部を卒業し、同年に味の素に入社した。1997年に取締役に就任し、2001年に常務、2003年に専務を経て、2005年にカルピス社長に就任。2009年6月に会長に就任。